# Ашли Тисдейл
Ашли Мишел Тисдейл (на английски: Ashley Michelle Tisdale) е американска певица и актриса, известна с ролите си в сериала Лудориите на Зак и Коди, Училищен мюзикъл (High School Musical) и Невероятните приключения на Шарпей.

## Биография
Ашли Тисдейл е родена на 2 юли 1985 в град Дейл, Ню Джърси, в семейството на Майк и Лиза Тисдейл. Майката на певицата – Лиза – е еврейка и според тяхната религия, Ашли също се определя за такава. Има по-голяма сестра – Дженифър Тисдейл, която също е звезда и е известна с ролята си в Bring It On: In It to Win It. Още когато е 3-годишна я забелязва ловец на таланти и на 7 тя вече има главна роля в мюзикъл на Бродуей – Клетниците по Виктор Юго като малката Козет и играе пред пълни зали.
През 2005 е избрана за главна роля в сериала Лудориите на Зак и Коди. През 2006 участва на прослушване за ролята на Габриела Монтез в Училищен мюзикъл, но получава ролята на Шарпей Евънс, която и носи голяма слава. Снима се и в продължението, което става най-гледаният филм в историята на малкия екран. След третия филм от поредицата, който излиза на голям екран, Ашли записва песни за втори самостоятелен албум, наречен Guilty Pleasure. Междувременно се съгласява да играе в продължението на The Suite Life of Zack & Cody – The Suite Life on Deck, но се появява само в един епизод. Озвучава Кандис Флин в анимационния сериал на Дисни „Финиъс и Фърб“.
Следващата и по-мащабна роля е в семейната фентъзи-комедия They Came From Upstairs, където Ашли си партнира със звездата от Step Up 2 the Streets Робърт Хофмън. След това е избрана за ролята на капитана на мажоретките Савана Монро в сериала на CW Hellcats и дори участва в саундтрака. Сериалът стартира доста добре, със сравнително висок рейтинг от 3.02 милиона зрители, но с течение на времето гледаемостта значително спада, като 19 епизод не достига дори милион зрители и сериалът е спрян. През същата година Тисдейл обявява, че ще продуцира продължение на поредицата „Училищен мюзикъл“, съсредоточено само върху нейната героиня, тъй като според нея тя има повече потенциал и краят на третата част не е бил подходящ за нея. Премиерата по Дисни Ченъл е на 22 май 2011 г. и събира пред екраните 5 милиона зрители.

## Дискография

### Студийни албуми
- Headstrong (2007)
- Guilty Pleasure (2009)
- Symptoms (2018)

### Сингли
- Be Good to Me (2007)
- He Said She Said (2007)
- Not Like That (2008)
- Suddenly (2008)
- It's Alright, It's OK (2009)
- Crank It Up (2009)
- You're Always Here (2013)

### Видео албуми
- There's Something About Ashley (2007)

## Видеоклипове
| Видеоклип             | Премиера | Албум           |
| --------------------- | -------- | --------------- |
| He said she said      | 2007     | Headstrong      |
| Not like that         | 2008     | Headstrong      |
| Suddenly              | 2008     | Headstrong      |
| It's alright, It's OK | 2009     | Guilty pleasure |
| Crank it up           | 2009     | Guilty pleasure |

## Турнета
- Headstrong Tour Across America (2007)

## Награди и номинации

### Награди
- 2007 – Kids' Choice Awards UK – Най-добра TV актриса (The Suite Life of Zack and Cody)
- 2009 – MTV Movie Awards – Най-добра женска поддържаща роля (High School Musical 3: Senior Year)
- 2009 – UK Kermode Awards – Най-добра поддържаща женска роля
- 2009 – Mega Media Magazine Awards – Любим злодей (жена) – (Шарпей в High School Musical 3)
- 2009 – Mega Media Magazine Awards – Най-гореща актриса
- 2009 – МЕ Ливански филмов фестивал – Чуждестранна актриса на годината (High School Musical 3)

### Номинации
- 2001 – Young Artist Award – Най-добро изпълнение на гост-актьор (Boston Public)
- 2007 – Premios Oye! – Интернационален проспериращ изпълнител
- 2008 – Надради на Jetix Германия – Най-добър солов изпълнител
- 2008 – Kids' Choice Award Австралия – Любима интернационална ТВ звезда
- 2009 – Teen Choice Award – Най-добра актриса, категория музика и танц (за Училищен мюзикъл 3)
- 2009 – Teen Choice Award – Най-добра актриса в летен филм (за Извънземни на тавана)
- 2009 – MTV Music Awards Latinoamerica – Интернационален изпълнител на годината
- 2009 – MTV Music Awards Latinoamerica – Лайв изпълнение на годината („It's Alright, It's OK“)

## Филмография
| година      | филм/сериал                                                    | роля            |
| ----------- | -------------------------------------------------------------- | --------------- |
| 2001        | Donnie Darko                                                   | Ким             |
| 2001        | Nathan's Choice                                                | Стефани         |
| 2005 – 2008 | Лудориите на Зак и Коди (The Suite Life of Zack & Cody)        | Мади Фицпатрик  |
| 2006        | Училищен мюзикъл (High School Musical)                         | Шарпей Евънс    |
| 2007        | Училищен мюзикъл 2 (High School Musical 2)                     | Шарпей Евънс    |
| 2008        | Picture This                                                   | Манди Гилбърт   |
| 2008        | Корабните приключения на Зак и Коди                            | Мади Фицпатрик  |
| 2008        | Училищен мюзикъл 3: На прага на колежа (High School Musical 3) | Шарпей Евънс    |
| 2009        | Пришълци на тавана (Aliens in the Attic)                       | Бетани Пиърсънс |
| 2010        | Hellcats                                                       | Савана Монро    |
| 2011        | Невероятното приключение на Шарпей                             | Шарпей Евънс    |
| 2012        | Scary Movie 5                                                  | Jody            |